# Smögens Hafvsbad
Smögens Hafvsbad är ett hotell och kurort på Smögen i Sotenäs kommun.

## Historia
Det ursprungliga bolag som grundade kuranstalten på Smögen bildades 1899, och sommaren året efter invigdes Smögens Hafvsbad, som då hade åtta hotellrum. Den speciella stavningen på namnet, med ett "f" instoppat i andra ordet, anspelar på ålderdomligt skrivsätt, även om den korrekta stavningen fram till i början av 1900-talet, innan det blev havsbad, egentligen var hafsbad. År 1900 när Smögens Hafvsbad slog upp portarna brukar markera starten för Smögen som turistort.
Vid invigningen blev Smögens Hafvsbad Bohusläns sista kurort. Den ursprungliga entrébyggnaden i trä uppe på Smögens klippor är numera kulturminnesmärkt, och 2001 fick hotellanläggningen även en tillbyggnad, som delvis är insprängd i berget. 100 meter från huvudbyggnaden ligger sidobyggnaden Läsidan, där det finns ytterligare hotellrum, samt gym.
Smögens Hafvsbad har idag 76 hotellrum (varav fyra sviter), 8 sammanträdesrum, restaurang och spa.

## Galleri

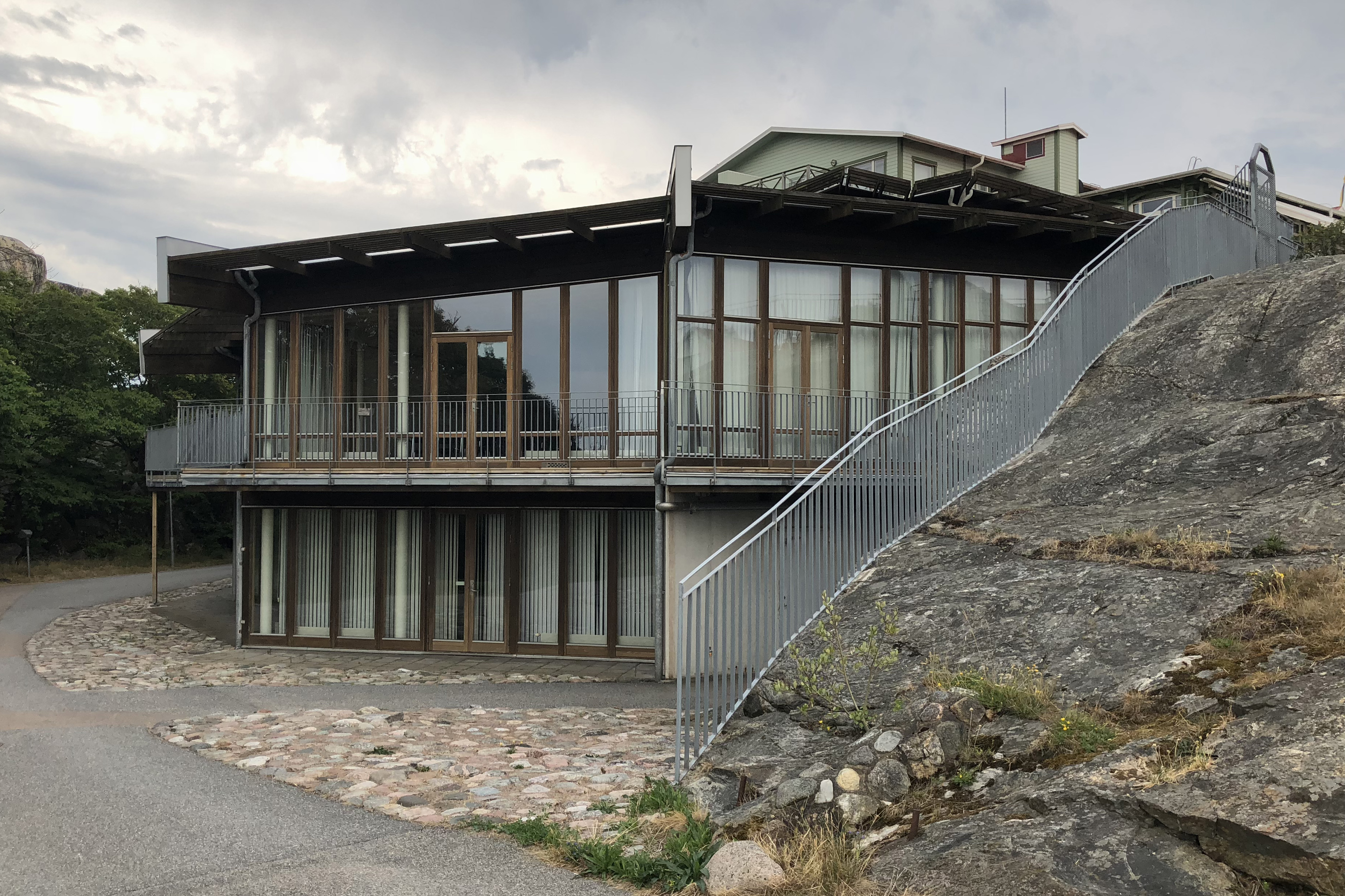
Tillbyggnaden, som delvis är insprängd i berget.
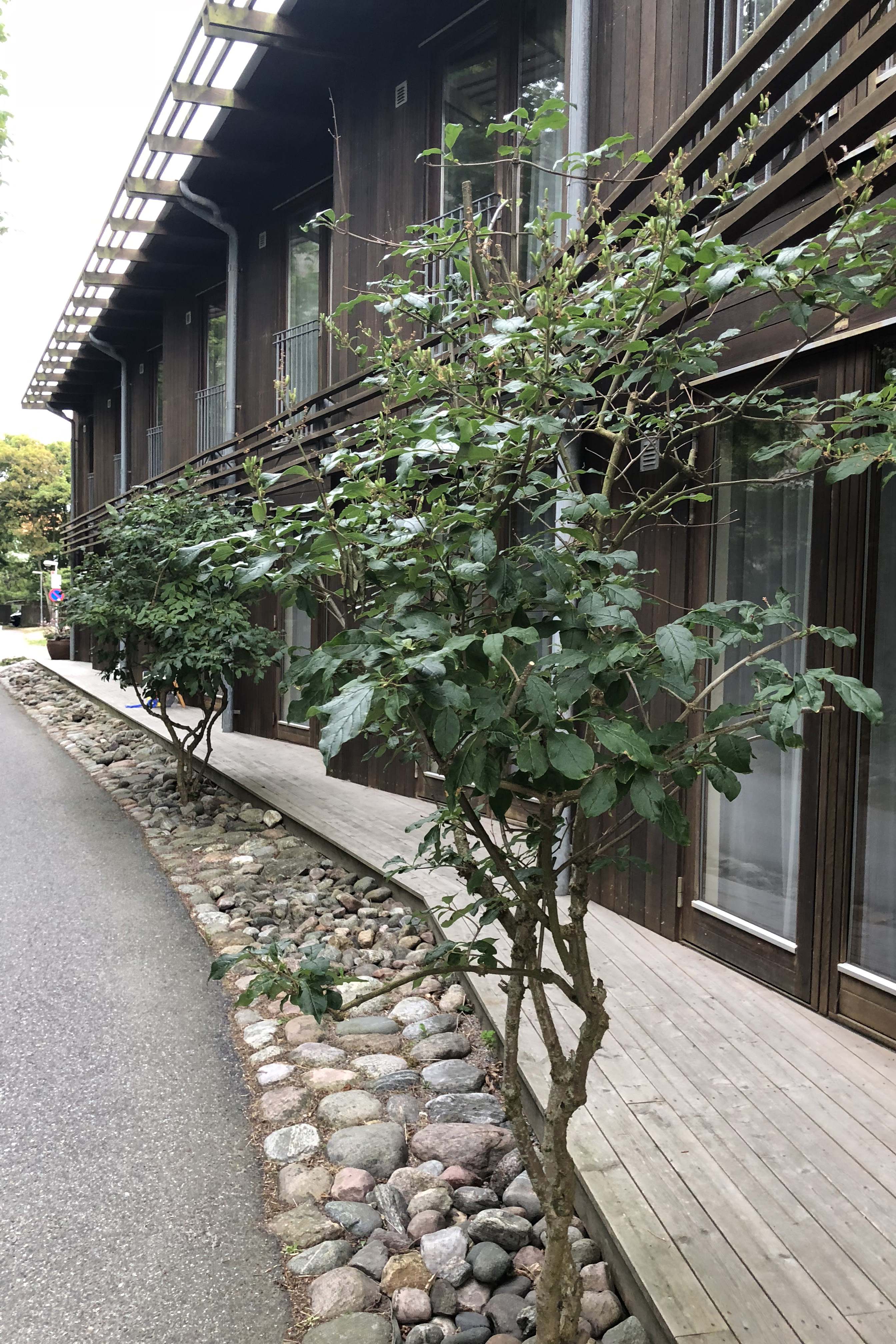
Hotellrum på tillbyggnaden.
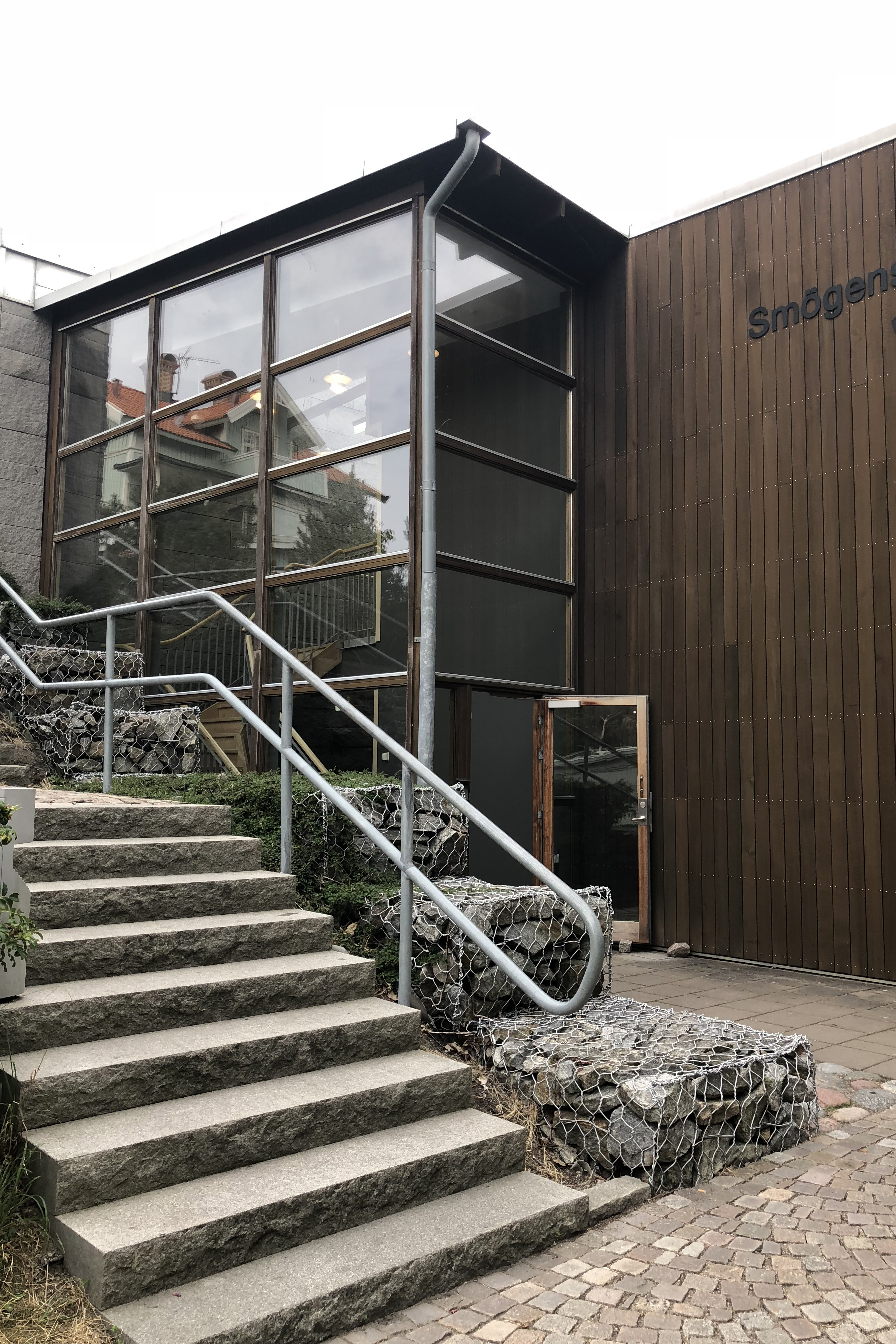
Ingången via baksidan på tillbyggnaden.
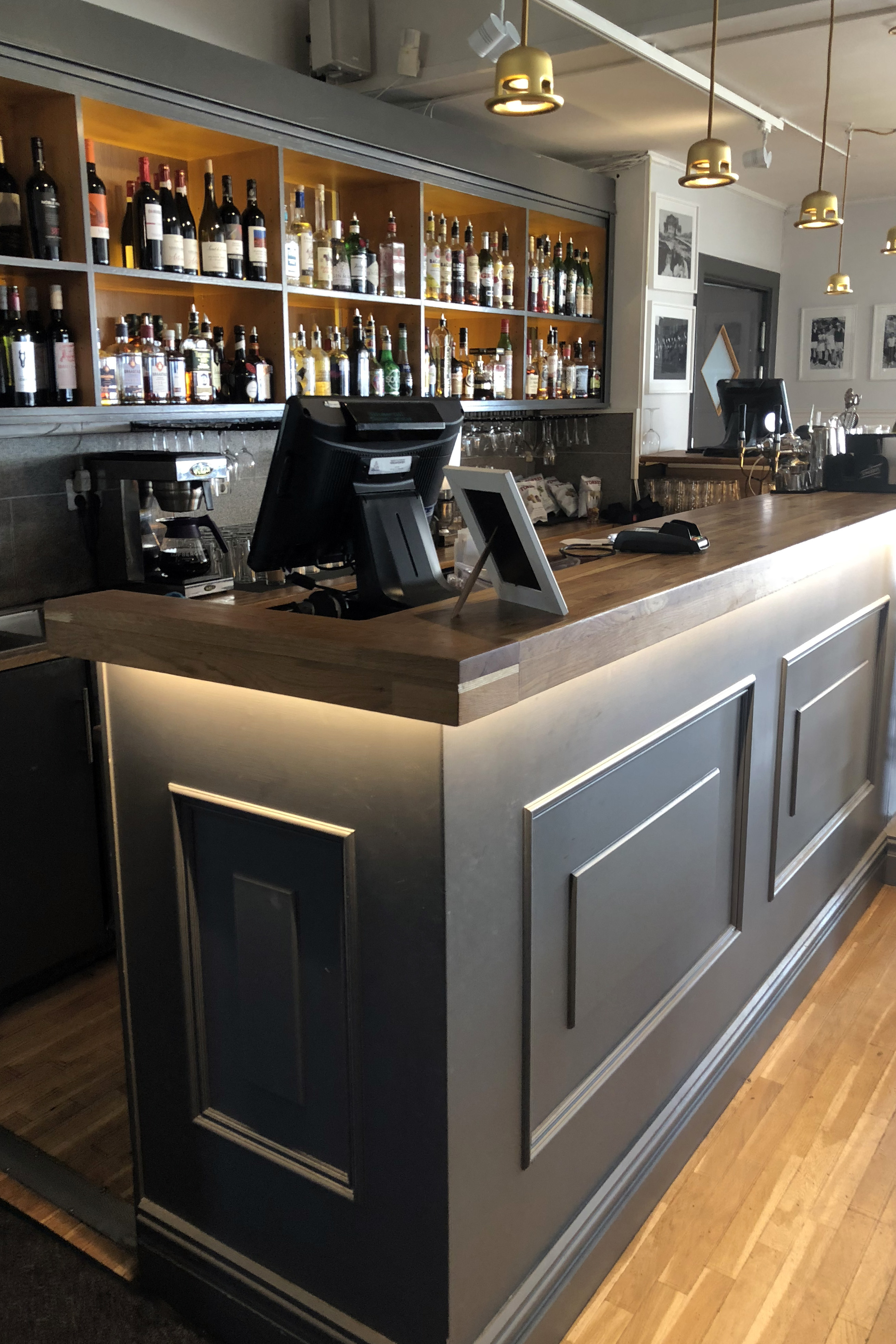
Baren i restaurangen.
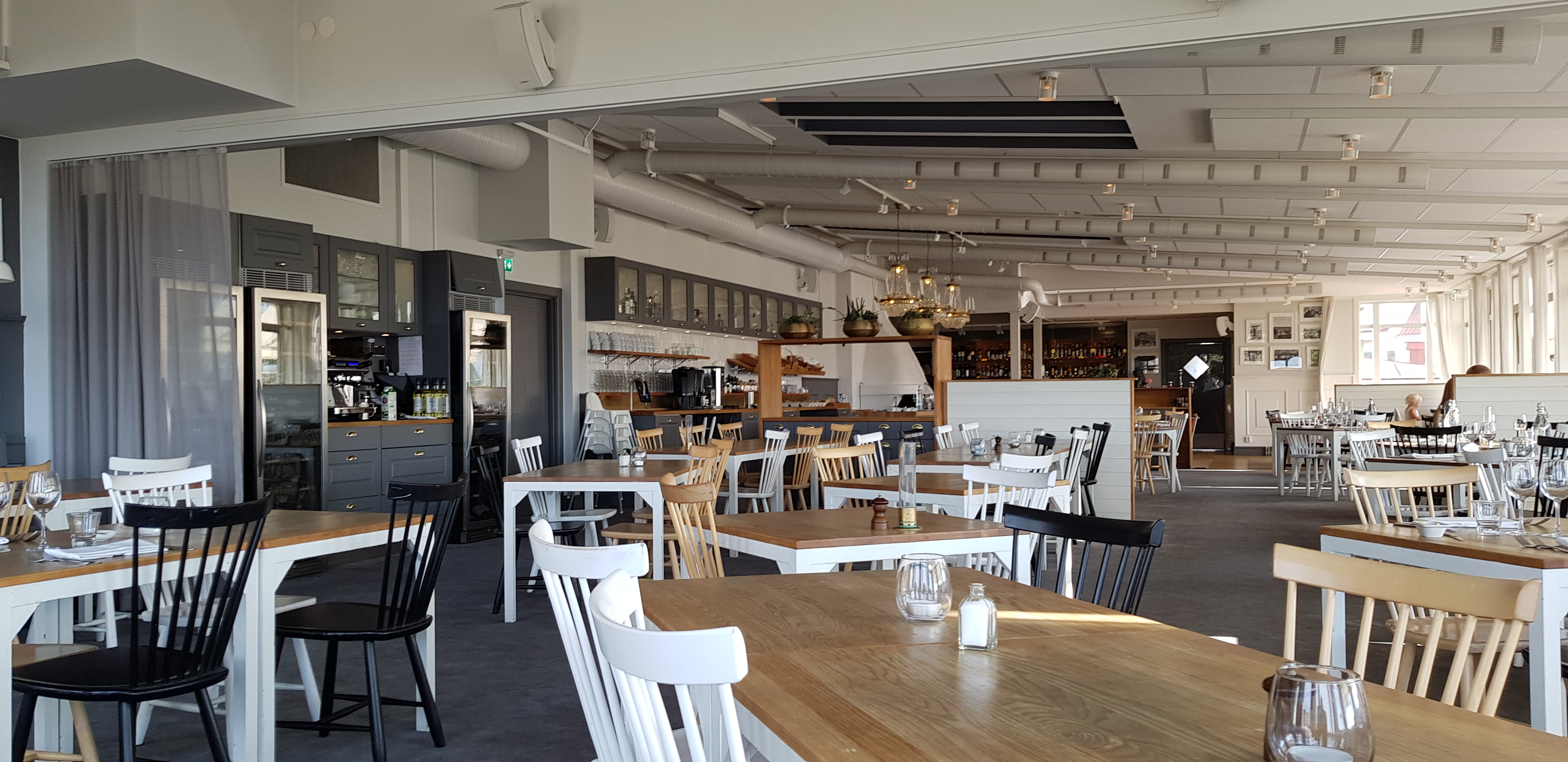
Hotellets restaurang.
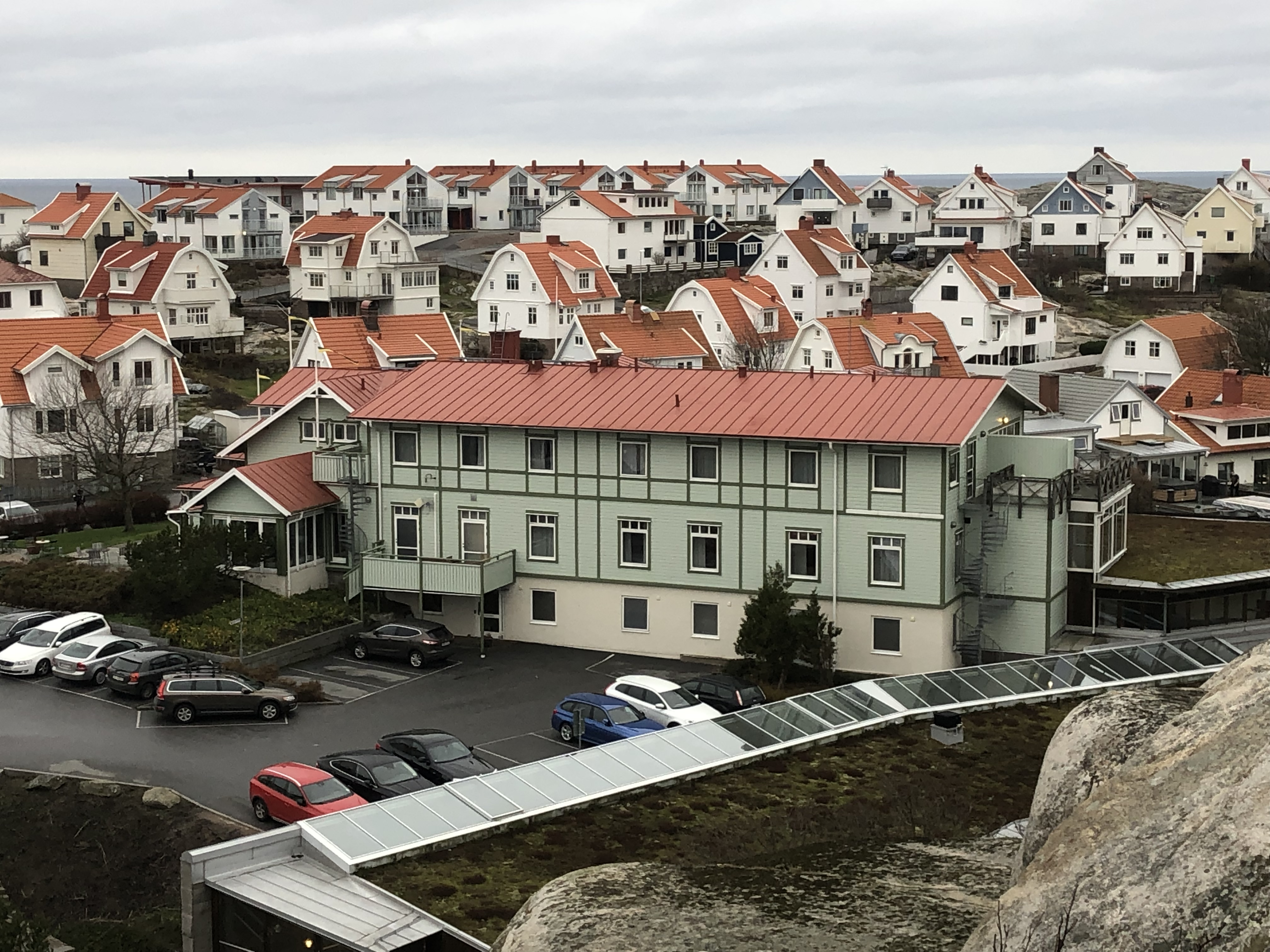
Vy över Smögens Hafvsbad sett från Smögens vattentorn.